# Nivel freático

Esquema de un acuífero artesiano: 1. acuífero, 2. estratos impermeables, 3. área de infiltración, 4. pozo artesiano, 5. nivel de saturación, 6. pozo subartesiano, 7. manantial artesiano.

Situación de los pozos en el nivel piezométrico

El nivel freático corresponde al nivel superior de una capa freática o de un acuífero en general. También se conoce como capa freática, manto freático, napa freática, napa subterránea (del francés nappe: ‘mantel’), tabla de agua (traducción del inglés water table), o simplemente freático.
Al perforar un pozo de captación de agua subterránea en un acuífero libre, el nivel freático es la distancia a la que se encuentra el agua desde la superficie del terreno, y en este caso la presión de agua en la superficie del acuífero es igual a la presión atmosférica. En el caso de un acuífero confinado, el nivel del agua que se observa en el pozo corresponde al nivel piezométrico.

## Etimología
«Nivel» deriva del latín līvella, diminutivo de lībra, ‘balanza’. El término «freático» proviene del griego φρέας (transliterado fréas), que significa ‘pozo’.

## Presión y succión

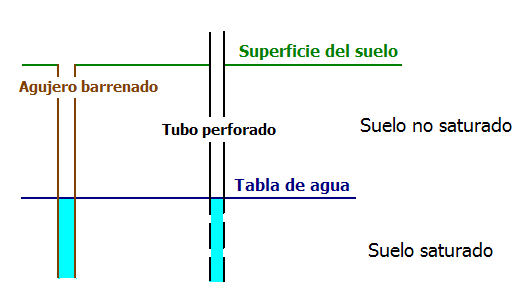
El nivel freático en pozos de observación

El nivel freático se puede medir mediante un agujero barrenado en el suelo. El nivel de agua en el agujero (pozo) corresponde con el nivel freático. Aquí la presión es igual a la atmosférica.
Por debajo del nivel freático, la presión es mayor que la atmosférica y es, generalmente, igual a la presión hidrostática en cada punto. El flujo de agua subterránea puede causar desviaciones de la presión hidrostática.
La presión por debajo del nivel freático se mide con un piezómetro que es un tubo que se introduce en el agua subterránea dejando una abertura al fondo del tubo. El nivel del agua en el piezómetro puede estar al nivel freático, por encima de este nivel, o por debajo. Se llama el nivel piezométrico o potencial hídrico. Cuando el nivel piezométrico es relativamente alto existe un flujo descendente de agua subterránea. Al revés existe un flujo ascendente.

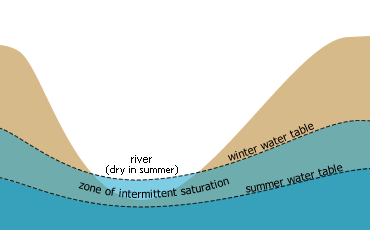
Nivel freático de un acuífero y sus fluctuaciones del invierno al verano

La presión por encima del nivel freático es menor de la atmosférica y también se llama «succión capilar». Cerca del nivel freático prácticamente todos los capilares del suelo están completamente llenos de agua, pero más arriba el suelo contiene aire también.
En la zona capilar, justamente por encima del nivel freático, como por debajo de ella, el suelo está saturado. La zona por encima de la zona capilar se llama «zona no saturada».
La succión capilar se mide con un tensiómetro. Consiste de un tubito cerámico permeable, cerrado y lleno de agua, puesto en el suelo no saturado, y conectado a un manómetro. La succión de los capilares vacíos y medio vacíos en el suelo no saturado causa una presión negativa en el tensiómetro que se mide con el manómetro.

## Efecto en el rendimiento de cultivos

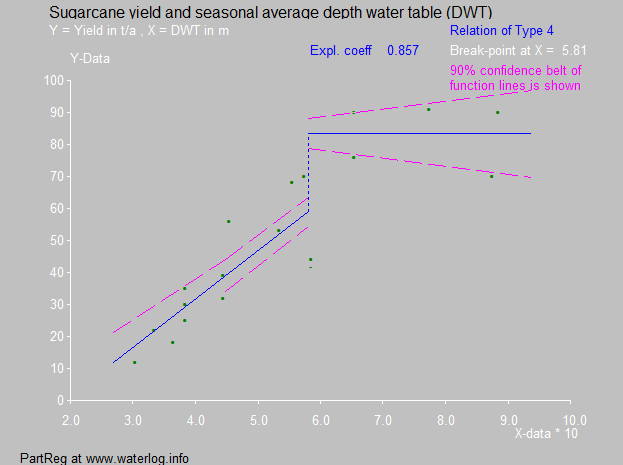
Rendimiento de caña de azúcar y la profundidad del freático, Australia. El valor crítico de la profundidad es 0.6 m.

Para la mayoría de los cultivos agrícolas el nivel freático se debe encontrar a cierta profundidad, porque a profundidades menores el rendimiento se reduce. Para algunos cultivos importantes se ha desarrollado una clasificación:
PNF = Profundidad del Nivel Freático
| Cultivo y lugar           | Tolerancia PNF(cm) | Clasificación        | Explicación                                         |
| ------------------------- | ------------------ | -------------------- | --------------------------------------------------- |
| Trigo, Delta del Nilo     | 45                 | Muy tolerante        | Resiste niveles freáticos superficiales             |
| Caña de azúcar, Australia | 60                 | Tolerante            | El nivel freático debe tener una profundidad >60 cm |
| Plátano, Surinam          | 70                 | Ligeramente sensible | El rendimiento baja a profundidades <70 cm          |
| Algodón, Delta del Nilo   | 90                 | Sensible             | El algodón necesita suelo seco                      |